# Antonio Gonzales
Antonio Emiliano Gonzales Canchari (ur. 16 maja 1986 w Limie) – peruwiański piłkarz występujący najczęściej na pozycji defensywnego pomocnika, obecnie zawodnik Universitario de Deportes.

## Kariera klubowa
Gonzales pochodzi ze stołecznego miasta Lima i jest wychowankiem tamtejszego zespołu Universitario de Deportes. W peruwiańskiej Primera División zadebiutował w sezonie 2006 i szybko wywalczył sobie miejsce w wyjściowej jedenastce, a rok później wziął udział w pierwszym międzynarodowym turnieju w karierze – Copa Sudamericana, odpadając jednak już w 1/16 finału. W rozgrywkach 2008 zdobył z Universitario tytuł wicemistrzowski, a w sezonie 2009 już mistrzostwo Peru. Kilkakrotnie występował także w Copa Libertadores, jednak bez większego skutku.
| Sezon | Klub                      | Kraj | Rozgrywki        | Mecze | Bramki |
| ----- | ------------------------- | ---- | ---------------- | ----- | ------ |
| 2006  | Universitario de Deportes | Peru | Primera División | 12    | 0      |
| 2007  | Universitario de Deportes | Peru | Primera División | 28    | 0      |
| 2008  | Universitario de Deportes | Peru | Primera División | 44    | 0      |
| 2009  | Universitario de Deportes | Peru | Primera División | 22    | 0      |
| 2010  | Universitario de Deportes | Peru | Primera División | 34    | 0      |
| 2011  | Universitario de Deportes | Peru | Primera División | 20    | 0      |
| 2012  | Universitario de Deportes | Peru | Primera División | 27    | 0      |
| 2013  | Universitario de Deportes | Peru | Primera División | 34    | 0      |

## Kariera reprezentacyjna
W seniorskiej reprezentacji Peru Gonzales zadebiutował 4 września 2010 w wygranym 2:0 meczu towarzyskim z Kanadą. W 2011 został powołany przez selekcjonera Sergio Markariána na rozgrywany w Argentynie turniej Copa América, gdzie pozostawał rezerwowym kadry, jeden raz wybiegając na boisko, natomiast Peruwiańczycy odpadli w półfinale i zajęli ostatecznie trzecie miejsce.

## Osiągnięcia

### Universitario de Deportes
- Primera División Peruana: 2009, 2013